# قره‌قاچ (رامیان)
قره‌قاچ (رامیان)، روستایی از توابع بخش مرکزی شهرستان رامیان در استان گلستان ایران است.

## جمعیت
این روستا در دهستان دلند قرار دارد و براساس سرشماری مرکز آمار ایران در سال ۱۳۸۵، جمعیت آن ۲٬۱۹۰ نفر (۵۳۳خانوار) بوده‌است.